# 新华辞书社
新华辞书社是在叶圣陶的倡导和建议下，于1950年8月1日成立的，当时的主要任务是编纂一部中华人民共和国成立后的第一部辞书——《新华字典》。社长由语言学家魏建功担任，并由他全面负责辞书的编辑工作。参加编纂的人员有魏建功、张克强、李九魁等学者。经过三年多的编撰工作，1953年10月出版了1949年后的第一本字典《新华字典》（第一版）。后多次修订再版，现已有《新华字典》第十一版。1956年，新华辞书社并入当时的中国科学院语言研究所（现在的中国社会科学院语言研究所）词典编辑室。

## 历史
新华辞书社为中国大陆第一个国家级辞书编纂机构，1950年8月1日正式成立，首任社长魏建功；当时直属于中央人民政府出版总署编审局，该局局长为叶圣陶先生。1950年12月1日成立人民教育出版社，叶圣陶先生出任社长，新华辞书社转隶属于人民教育出版社。1952年7月转隶属于教育部，新华辞书社改称人民教育出版社辞书编辑室。1956年7月1日，人民教育出版社辞书编辑室并入中国科学院（现中国社会科学院）语言研究所词典编辑室。

## 书社成员

### 1953版的《新华字典》
魏建功、萧家霖、孔凡均、李九魁、张克强、张廼芝、李伯纯、刘庆隆、朱衝涛、王蕴明、游禹承、杜子劲、赵桂、李文生